# Caja de Lemarchand
La Caja de Lemarchand, también conocida como la Configuración del Lamento y ocasionalmente llamada de forma coloquial como La caja negra, El Cubo o Caja Lemarchand, es un rompecabezas de ficción, creada por Clive Barker y que aparece tanto en la novela Hellraiser como en la saga de películas homónima y diversas obras derivadas.
Es un dispositivo místico/mecánico que actúa como una puerta o como una clave de una puerta - a otra dimensión o plano de la existencia. La solución del rompecabezas crea un "cisma" o abre un camino a otras dimensiones a través de las cuales puede viajarse en cualquier dirección. Los habitantes de este plano, los cenobitas, pueden parecer demoníacos a los seres humanos. Un debate en curso en la serie de películas es si el reino al cual se accede por medio de La Configuración del Lamento es la versión cristiana del infierno o simplemente una dimensión genérica determinada a través del dolor y el sufrimiento interminable.

## La Configuración del Lamento
La caja Lemarchand, que se ha dado a conocer en la serie de películas como La Configuración del Lamento, fue introducida en la novela Hellraiser como "La Configuración Lemarchand". Aparece como un antiguo cubo negro lacado, estilísticamente inspirado en las cajas de rompecabezas del antiguo Japón, con una mano de obra sin precedentes. La Configuración del Lamento es un tipo de caja oriental ficticia de forma cúbica. En la misma hay que resolver un rompecabezas muy complejo. Cuando este se resuelve, se produce una entrada espaciotemporal de los seres llamados cenobitas al mundo donde se ha abierto la caja o resuelto el puzle.
Según se relata en la "Saga de Hellraiser", la Configuración del Lamento fue creada en el siglo XVIII por Phillip Lemarchand, mencionado por primera vez en Hellraiser y apareciendo directamente en Hellraiser: Bloodline. En la novela se describe a Lemarchand como un artesano francés que antiguamente se había dedicado a fabricar aves cantoras y para crear el cubo había tomado la técnica china de las cajas enigma y la había combinado con su perverso sentido de la lógica, es así como una persona inteligente, con una pasión por resolver el rompecabezas podría pasar la mayor parte de un día aflojando la primera pieza. Como describe Barker en la primera página de la novela:

Las superficies interiores fueron brillantemente pulidas. La reflexión de Frank - distorsionada, fragmentada - patinaba sobre la laca... Lemarchand, que había sido en su tiempo un fabricante de aves de canto, había construido la caja para que al abrirla se disparara un mecanismo musical, que comenzó a tintinear un breve rondó de sublime banalidad.

La melodía sigue evolucionando cuando cada pieza se mueve:

Y había música también; una simple melodía surgió de la caja, tocada en un mecanismo que aún no podía ver. Encantada, ella exploraba más a fondo. Aunque una de las piezas ha sido eliminada, el resto no fue fácil. Cada segmento presenta un nuevo desafío a los dedos y la mente, las victorias recompensadas con una nueva filigrana añadida a la melodía.

De repente se resuelve el rompecabezas y la puerta se abre. Como el rompecabezas está casi terminado, el sonido de una campana grande se puede escuchar sonando. El sonido viene del reino de los cenobitas y anuncia su inminente llegada. Una vez que la puerta se abre, la caja comienza a rearmarse.
Una diferencia importante entre el libro y las versiones del cine -aparte del nombre- es que la versión cinematográfica de la caja se retuerce en nuevas alineaciones o formas, mientras que la versión de la novela se desmonta y monta completamente. La versión cinematográfica también está acabada en bronce u oro, y parece haber símbolos arcanos grabados en su superficie. La versión de la novela es completamente lisa y no tiene diseños evidentes, con la excepción de un casi imperceptible grabado a lo largo de las costuras entre las piezas, pero que parece mostrar los rostros de sus víctimas en la reflexión de la luz sobre sus superficies.

## Origen
Tanto en la obra de Barker como en la serie de películas se muestra que el cubo fue una creación de un juguetero llamado Lemarchand.
En la película Hellraiser: Bloodline, el cubo es originalmente un simple juguete diseñado como un rompecabezas y creado hace más de dos siglos, el cual es utilizado por el hombre que lo encargó en una ceremonia de Magia negra, transformándose así en la puerta para dejar entrar a los cenobitas. Posteriormente sería robado por Lemarchand y encargado a su esposa antes de morir. Sin embargo, un demonio disfrazado como vagabundo se encargaría hasta la actualidad de buscar nuevos sujetos que fueran capaces de abrir la configuración.
En el relato original de Barker, si bien se reconoce como creador a Lemarchand se deja ver que su intención al crear la caja no fue hacer un juguete, sino directamente crear una de tantas entradas entre ambos mundos, que existen disfrazadas como los diferentes objetos, estructuras, diagramas y elementos que hay en el planeta.
Los cenobitas, relativamente diferentes a la caracterización del film pero aun así representativos, hablan de un líder entre ellos a quien incluso temen (el personaje conocido como Pinhead en el cine es solo su portavoz), el cual es llamado El Ingeniero un ser humanoide cuya cabeza está hecha de luz. Es posible que este ser fuera quien creara la caja bajo el nombre de Lemarchand, ya que al final del relato la recompone, limpia y le da mantenimiento, antes de entregarla a Kirsty, encomendándole la labor de ser su guardiana.

## Otras cajas
Otras cajas de Lemarchand o similares a esta aparecen en la saga de Hellraiser. El Dr. Channard es representado como un coleccionista en Hellbound: Hellraiser II; tiene varias en exhibición en su estudio. Más adelante en la misma película puede apreciarse a varios enfermos mentales que juegan con ellas, supuestamente con el fin de abrir puertas entre dimensiones para el Dr. Channard. El anfitrión en Hellraiser: Hellworld también posee varias. Según se explica en Hellraiser: Bloodline sería Angelique, basándose en el diseño de Phillip Lemarchand, quien creó el resto de las cajas en un intento de crear puertas similares a la Configuración, aunque sin lograr el nivel obtenido por Phillip. En Hellraiser: Judgment se puede ver que para esa época tanto la Configuración del Lamento como sus copias están en "la casa", custodiadas por el Auditor de la Inquisición Estigia.
La mayoría de las cajas vistas en las películas no se nombran ni usan en pantalla, por lo que su poder -si lo tienen- se desconoce. Posiblemente, su poder (por lo que se infiere en Hellbound: Hellraiser II) sea el mismo que el de la caja negra: abrir puertas a otras dimensiones. En la segunda entrega de la saga, durante la persecución de Leviathan a Kirsty, es posible ver como los pacientes del hospital fueron obligados a abrirlas y de ellas salen cadenas que los torturaban.